# .mil
.mil ist eine generische Top-Level-Domain (gTLD), die am 1. Januar 1985 eingeführt wurde und damit zu den ältesten Endungen überhaupt gehört. Sie ist dem sogenannten Network Information Center des Verteidigungsministeriums der Vereinigten Staaten zugeordnet, das seinen Sitz in Columbus (Ohio) hat.
Die Verwendung der Domain ist ausschließlich den Streitkräften der Vereinigten Staaten vorbehalten, Domains unter .mil können nicht durch dritte Personen oder Unternehmen beantragt werden. Einen Sonderfall bildet die Adresse norad.mil, die von den USA gemeinsam mit Kanada betrieben wird, da beide Staaten gemeinsam das Nordamerikanische Luft- und Weltraum-Verteidigungskommando betreiben.